# Гімн Болгарії
Мила Родино (в перекладі з болг. Мила Батьківщино) — національний гімн Болгарії з 1964 року. Заснований на музиці і тексту пісні «Горда Стара планина», написана Цветаном Радославовим (1863—1931). Пісня була складена по дорозі до поля бою, під час сербсько-болгарської війни. Текст був змінений кілька разів, останній раз — в 1990 році, після прийняття першої демократичної Конституції країни. Пісня «Мила Родино» була знову затверджена як національний гімн Республіки Болгарії.

## Гімн
| Болгарська мова | Український переклад |
| --- | --- |
| Горда Стара планина, до ней Дунава синей, слънце Тракия огрява, над Пирина пламеней. Припев: Мила Родино, ти си земен рай, твойта хубост, твойта прелест, ах, те нямат край.(2 пъти) Паднаха борци безчет за народа наш любим, майко, дай ни мъжка сила пътя им да продължим. Припев | Горда Стара Планина, Поруч з нею Дунай синіє, Сонце над Фракією світить, Над Пірином полум'яніє Приспів: Мила батьківщино, Ти - земний рай, Твоя краса і принадність, ах, їм немає кінця. Полягло борців без ліку За народ наш улюблений, Мати, дай нам чоловічої сили Шлях їхній продовжити. Приспів |

## Використовувані образи

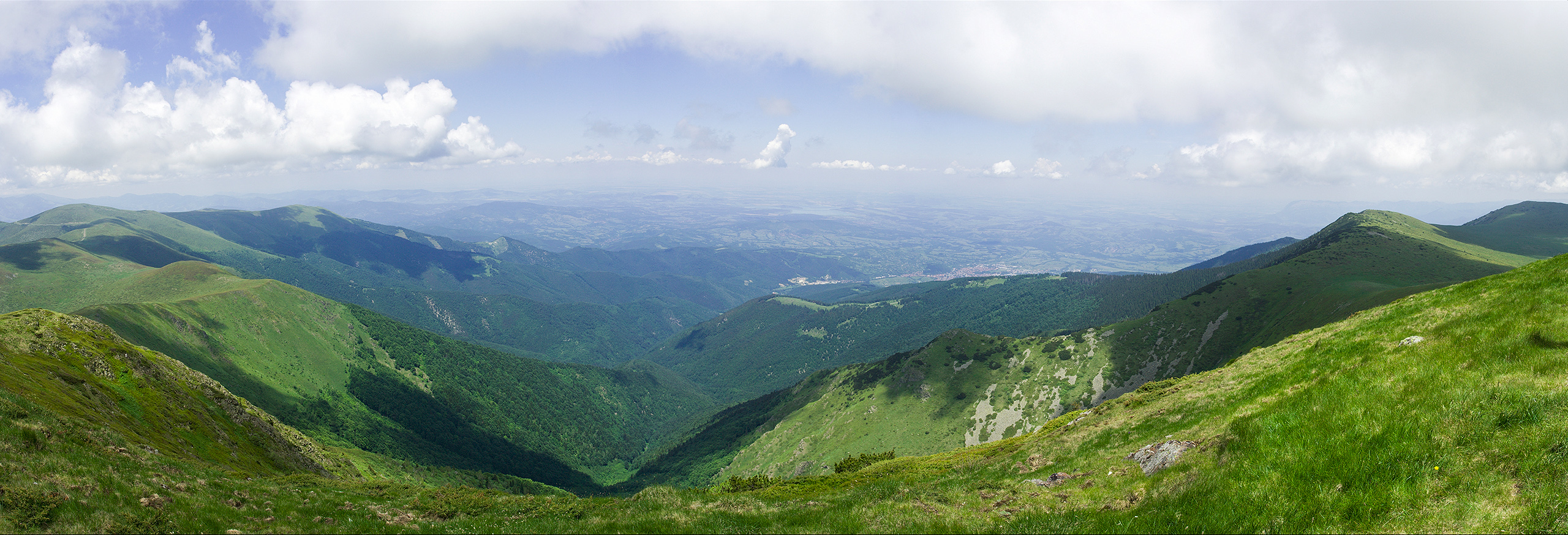
Балканські гори (Стара Планіна).
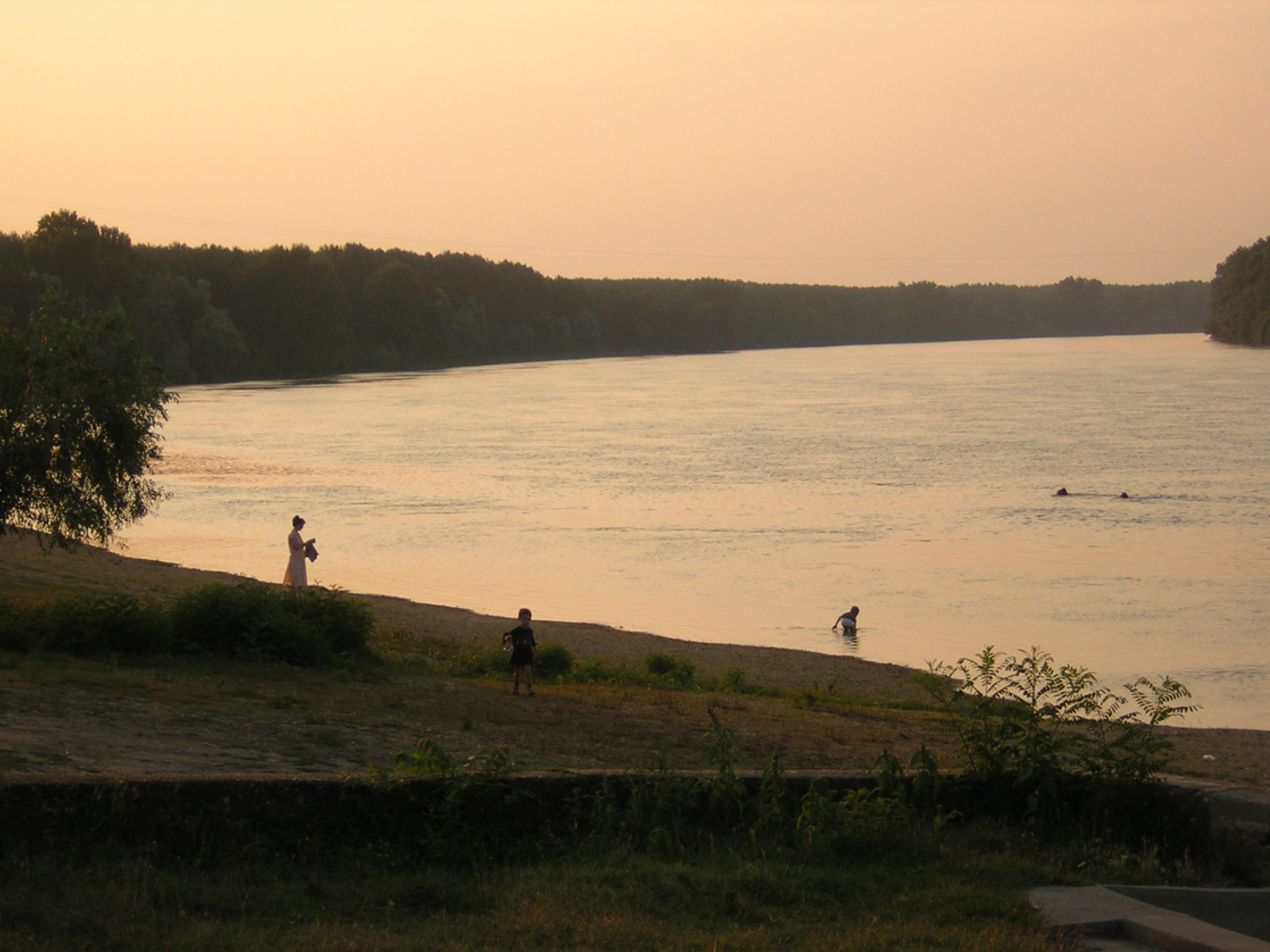
Рукав Дунаю між містом Белене та  островом Белене в серпні.
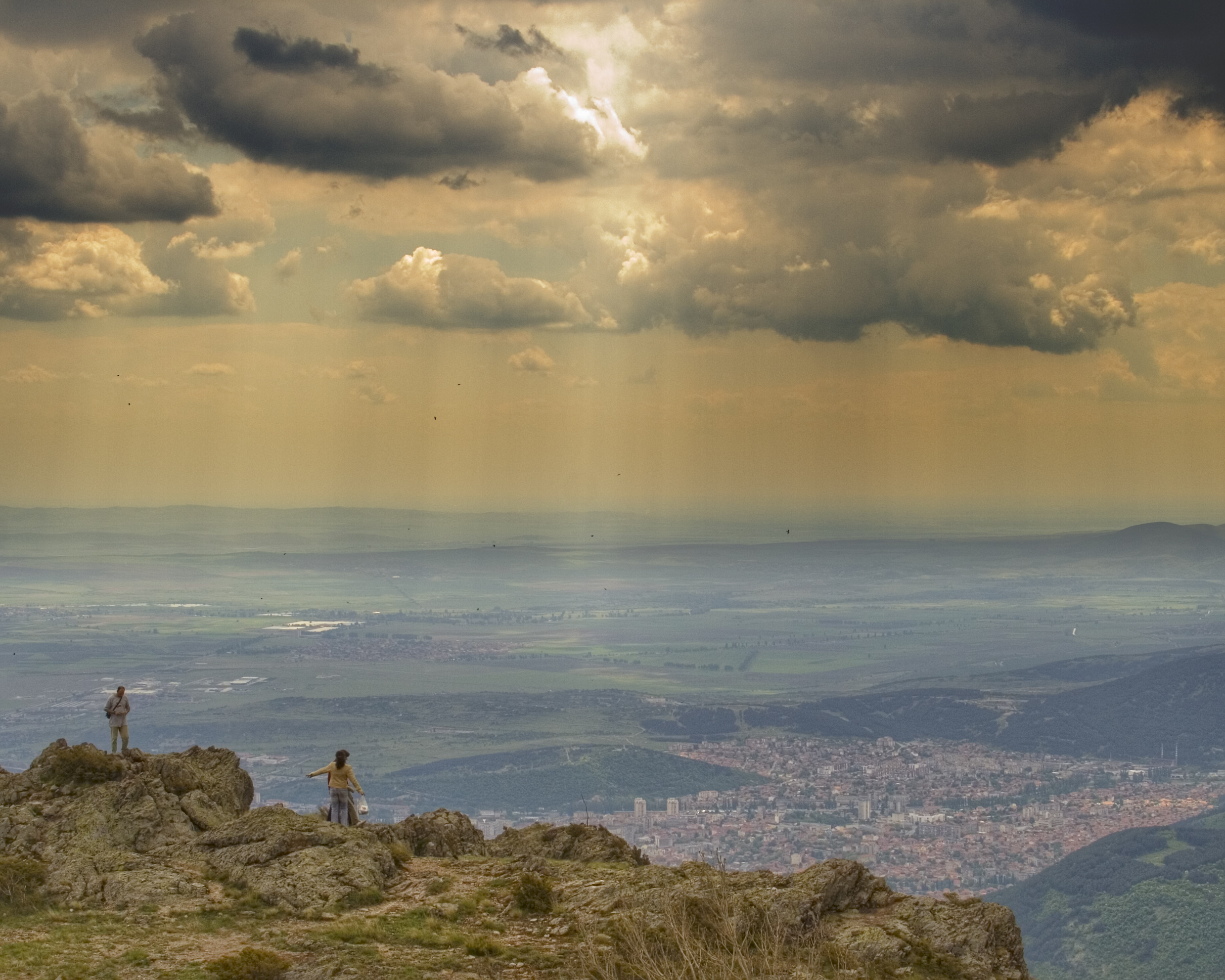
Вид з Балканських гір на місто Сливен та Фракійську рівнину.
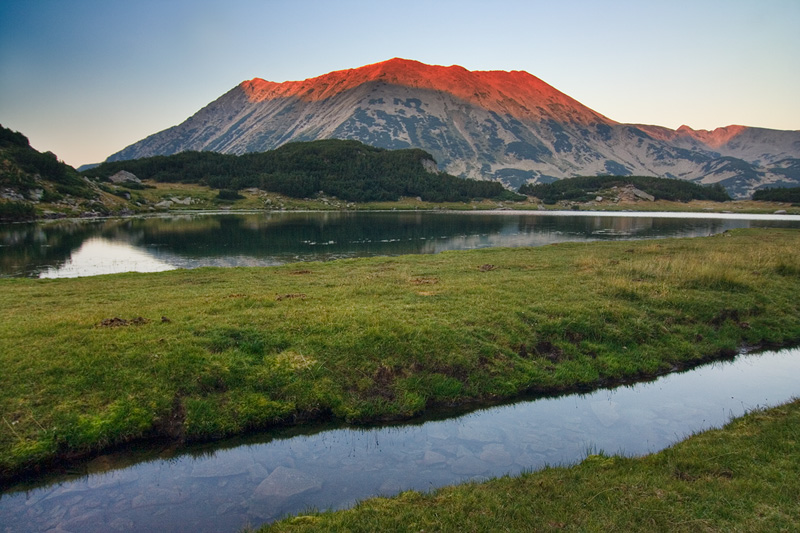
Гора Тодорка[bg] в гірському масиві Пирин.

## Мультимедія
- Вокально-інструментальна версіяⓘ
- Інструментальна версіяⓘ
- Midi-версіяⓘ